# Leimiswil
Leimiswil (toponimo tedesco) è una frazione di 398 abitanti del comune svizzero di Madiswil, nel Canton Berna (regione dell'Emmental-Alta Argovia, circondario dell'Alta Argovia).

## Storia

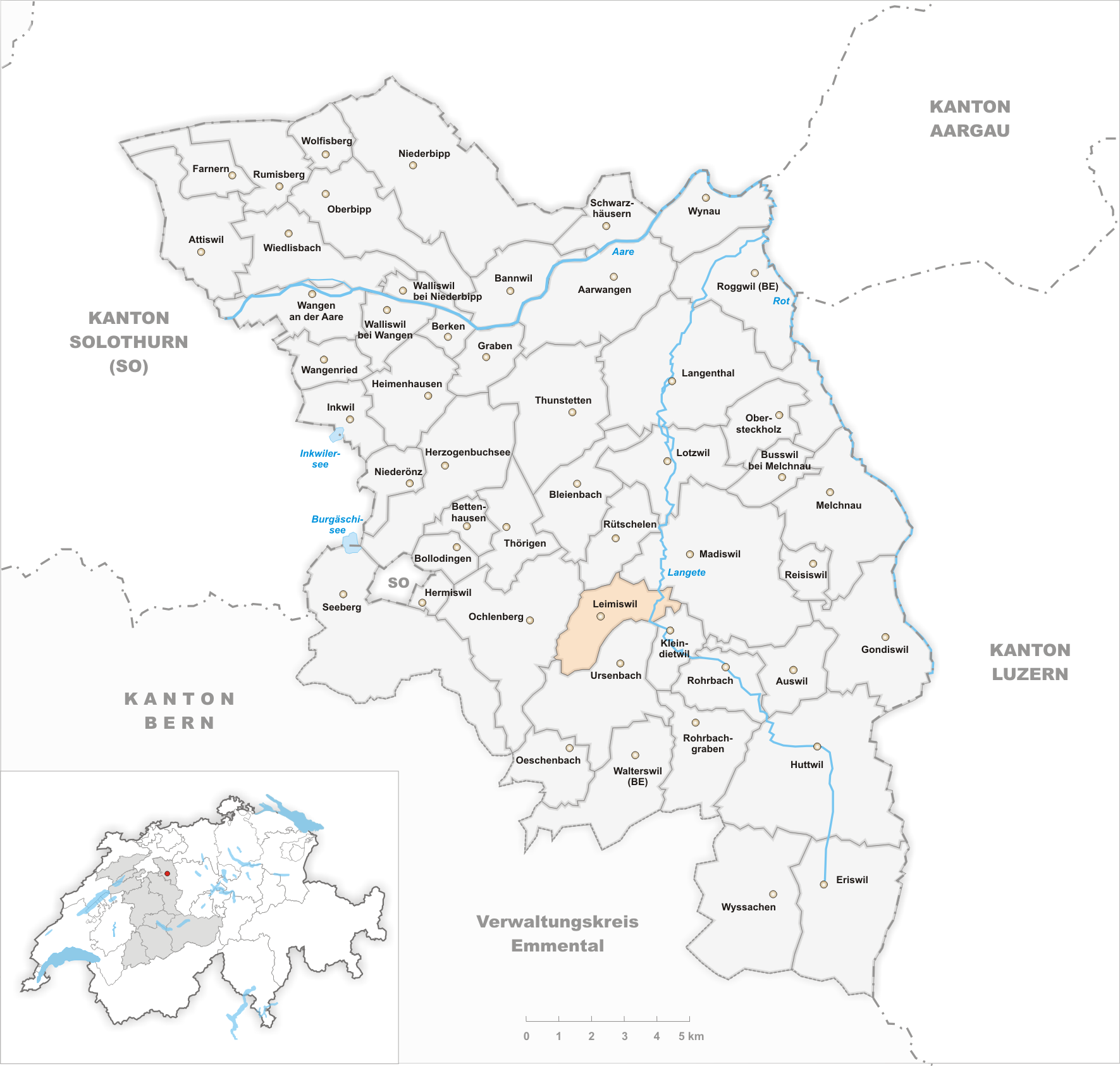
Il territorio del comune di Leimiswil prima degli accorpamenti comunali del 2011

Già comune autonomo che si estendeva per 4,6 km² e che comprendeva anche le frazioni di Eichholz, Juckenberg, Käsershaus, Linden e Lindenholz, il 1º gennaio 2011 è stato accorpato a Madiswil assieme all'altro comune soppresso di Kleindietwil.

## Società

### Evoluzione demografica
L'evoluzione demografica è riportata nella seguente tabella:
Abitanti censiti

## Infrastrutture e trasporti

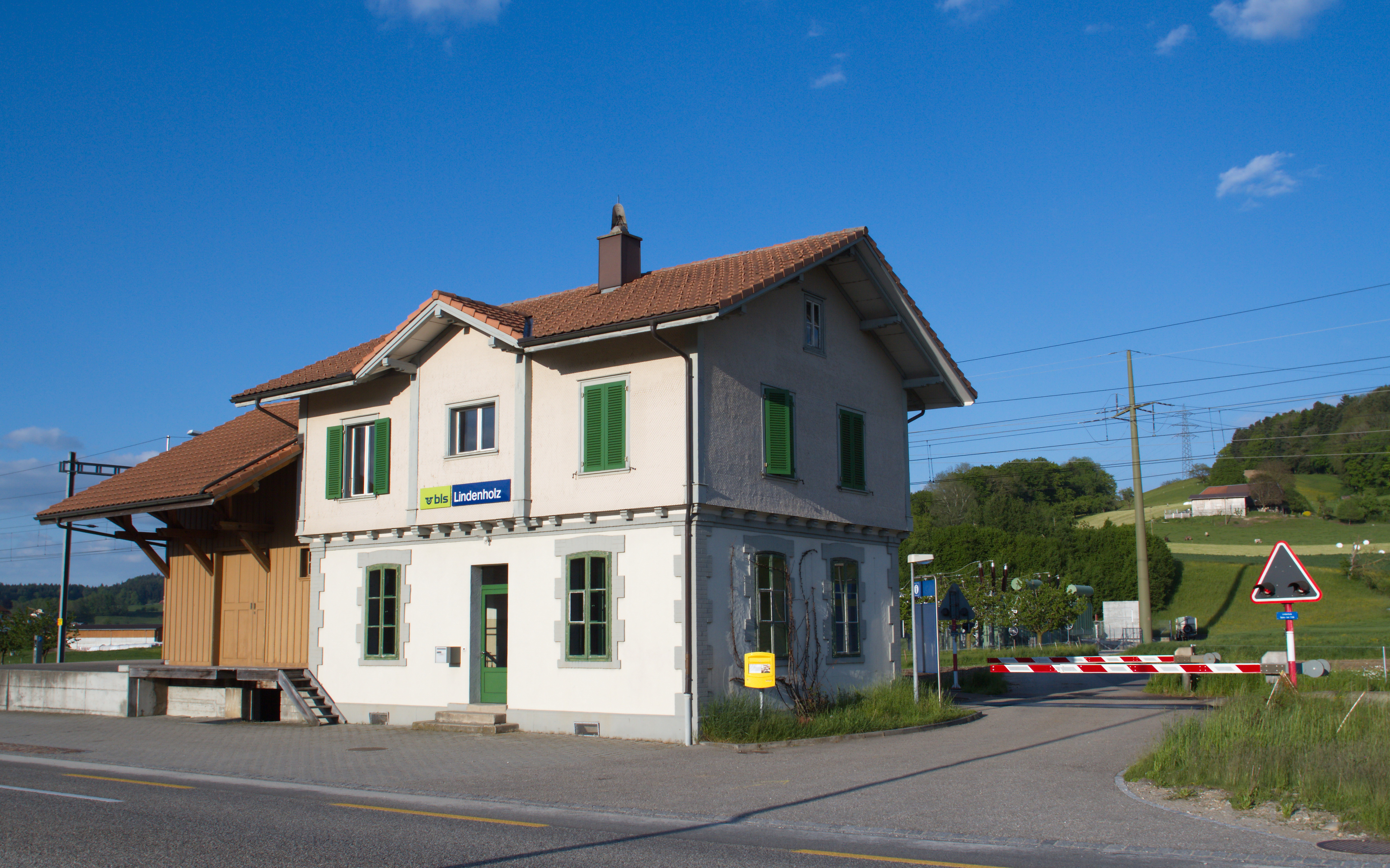
La stazione di Lindenholz

Leimiswil è servito dalla stazione di Lindenholz sulla ferrovia Langenthal-Huttwil.

## Amministrazione
Ogni famiglia originaria del luogo fa parte del cosiddetto comune patriziale e ha la responsabilità della manutenzione di ogni bene ricadente all'interno dei confini del comune.